# Resultados do Carnaval de Cruz Alta (Rio Grande do Sul)
Resultados do Carnaval de Cruz Alta.

## 2007
| Colocação | Escola                           | Pontos | Ref.  |
| --------- | -------------------------------- | ------ | ----- |
| 1º        | Imperatriz da Zona Norte         | 86,75  | [ 1 ] |
| 2º        | Gaviões da Ferrô                 | 83,95  | [ 1 ] |
| 3º        | Unidos do Beco                   | 78,6   | [ 1 ] |
| 4º        | Unidos de São José               | 77,8   | [ 1 ] |
| 5º        | Acadêmicos do Sol                | 68,45  | [ 1 ] |
| 6º        | Mocidade Independente São Miguel | 64,8   | [ 1 ] |

## 2008
| Colocação | Escola                   | Pontos | Ref.  |
| --------- | ------------------------ | ------ | ----- |
| 1º        | Imperatriz da Zona Norte | 86,85  | [ 2 ] |
| 2º        | Unidos do Beco           | 80,95  | [ 2 ] |
| 3º        | Unidos de São José       | 78,25  | [ 2 ] |
| 4º        | Gaviões da Ferrô         | 77,4   | [ 2 ] |
| 5º        | Acadêmicos do Sol        | *      | [ 2 ] |

## 2009
| Colocação | Escola                   | Pontos | Ref.        |
| --------- | ------------------------ | ------ | ----------- |
| 1º        | Gaviões da Ferrô         | 98,05  | [ 3 ] [ 4 ] |
| 2º        | Imperatriz da Zona Norte | 95,3   | [ 3 ] [ 4 ] |
| 3º        | Unidos do Beco           | 95,2   | [ 3 ] [ 4 ] |
| 4º        | Acadêmicos do Sol        | 86     | [ 3 ] [ 4 ] |
| 5º        | Unidos de São José       | 80,55  | [ 3 ] [ 4 ] |

## 2010
| Colocação | Escola                   | Pontos | Ref.  |
| --------- | ------------------------ | ------ | ----- |
| 1º        | Gaviões da Ferrô         | 99,1   | [ 5 ] |
| 2º        | Imperatriz da Zona Norte | 98,9   | [ 5 ] |
| 3º        | Unidos do Beco           | 97,8   | [ 5 ] |
| 4º        | Acadêmicos do Sol        | 95,2   | [ 5 ] |
| 5º        | Unidos de São José       | 93,2   | [ 5 ] |

## 2011
| Colocação | Escola                   | Pontos | Ref.        |
| --------- | ------------------------ | ------ | ----------- |
| 1º        | Imperatriz da Zona Norte | 99,35  | [ 6 ] [ 7 ] |
| 2º        | Gaviões da Ferrô         | 98,6   | [ 6 ] [ 7 ] |
| 2º        | Unidos de São José       | 98,6   | [ 6 ] [ 7 ] |
| 3º        | Unidos do Beco           | 97,7   | [ 6 ] [ 7 ] |
| 4º        | Acadêmicos do Sol        | *      | [ 6 ] [ 7 ] |

## 2012
| Colocação | Escola                   | Pontos | Ref.        |
| --------- | ------------------------ | ------ | ----------- |
| 1º        | Imperatriz da Zona Norte | 99,08  | [ 8 ] [ 9 ] |
| 2º        | Gaviões da Ferrô         | 99,05  | [ 8 ] [ 9 ] |
| 3º        | Unidos de São José       | 97,5   | [ 8 ] [ 9 ] |
| 4º        | Unidos do Beco           | 96,4   | [ 8 ] [ 9 ] |
| 5º        | Acadêmicos do Sol        | 91,6   | [ 8 ] [ 9 ] |

## 2013
| Colocação | Escola                   | Pontos | Ref.   |
| --------- | ------------------------ | ------ | ------ |
| 1º        | Unidos de São José       | 99,4   | [ 10 ] |
| 2º        | Imperatriz da Zona Norte | 97,85  | [ 10 ] |
| 3º        | Gaviões da Ferrô         | 92     | [ 10 ] |
| 4º        | Unidos do Beco           | 91,85  | [ 10 ] |
| 5º        | Acadêmicos do Sol        | 79,65  | [ 10 ] |

## 2014
| Colocação | Escola                   | Pontos | Ref.          |
| --------- | ------------------------ | ------ | ------------- |
| 1º        | Imperatriz da Zona Norte | 199,8  | [ 11 ] [ 12 ] |
| 2º        | Unidos do Beco           | 197,4  | [ 11 ] [ 12 ] |
| 3º        | Unidos de São José       | 197,1  | [ 11 ] [ 12 ] |
| 4º        | Gaviões da Ferrô         | 196,3  | [ 11 ] [ 12 ] |
| 5º        | Acadêmicos do Sol        | 192    | [ 11 ] [ 12 ] |

## 2015
| Colocação | Escola                   | Pontos | Ref.   |
| --------- | ------------------------ | ------ | ------ |
| 1º        | Unidos de São José       | 194,9  | [ 13 ] |
| 2º        | Unidos do Beco           | 193,8  | [ 13 ] |
| 3º        | Imperatriz da Zona Norte | 193,1  | [ 13 ] |
| 3º        | Gaviões da Ferrô         | 192,4  | [ 13 ] |
| 5º        | Acadêmicos do Sol        | 180,7  | [ 13 ] |

## 2016
O carnaval foi cancelado devido a falta de recursos.

## 2018
| Colocação | Escola                   | Pontos | Desempate | Ref.          |
| --------- | ------------------------ | ------ | --------- | ------------- |
| 1.º       | Unidos do Beco           | 198,4  |           | [ 15 ] [ 16 ] |
| 2.º       | Unidos de São José       | 198,2  | Evolução  | [ 15 ] [ 16 ] |
| 3.º       | Imperatriz da Zona Norte | 198,2  |           | [ 15 ] [ 16 ] |
| 4.º       | Gaviões da Ferrô         | 196,8  |           | [ 15 ] [ 16 ] |
| 5.º       | Acadêmicos do Sol        | 193,1  |           | [ 15 ] [ 16 ] |

## 2019
| Colocação | Escola                   | Pontos | Ref.   |
| --------- | ------------------------ | ------ | ------ |
| 1.º       | Unidos do Beco           | 89,70  | [ 17 ] |
| 2.º       | Imperatriz da Zona Norte | 89,15  | [ 17 ] |
| 3.º       | Unidos de São José       | 88,90  | [ 17 ] |
| 4.º       | Gaviões da Ferrô         | 88,10  | [ 17 ] |